# ひのまる劇場
『ひのまる劇場』（ひのまるげきじょう）は、江口寿史によるギャグ漫画。

## 概要
読切作品「名探偵はいつもスランプ」（後述）を元に『週刊少年ジャンプ』（集英社）誌上において1981年（昭和56年）6号より29号まで連載。「すすめ!!パイレーツ」の次となる、江口2作目の連載作品である。単行本はジャンプ・コミックスより全2巻。1995年には一冊にまとめられた復刻版がA5版でイースト・プレスより発売されている。また2006年には『江口寿史 JUMP WORKS』の4巻としてCD-ROMの付録などを付けた総集編が発売されている。
前作『パイレーツ』のヒットから人気を取らなければならない立場となった江口が、連載2作目という事で何か新しい事をしようとするも上手く行かずに人気が出ず、読者アンケートで10位前後と微妙な位置を推移。結局、江口本人が嫌になりわずか半年で終了。『パイレーツ』と『ストップ!! ひばりくん!』というヒット作に挟まれ、長い間作者から「なかった事」にされてしまった不遇の作品である。
こうした経緯で終了したため単行本化の際にはページが足りず、読切作品「プロレス風雲録」と音楽雑誌『JAM』に掲載されたレコード評、作者の近況・生い立ちなどをまとめた『江口寿史ドッキリレポート』を収録する事で何とか2冊にまとめている。
なお、「「エイジ」」に続いて『フレッシュジャンプ』で連載されながらも、わずか2回の連載で投げ出された連載作品「ラブ & ピース」は完全に同一世界であり、本作の主要キャラクターが再登場している。
江口作品の中で掲載後ではなく、掲載時に『最終回』と紹介された数少ない作品でもある。

### 「ひのまる劇場」と「日の丸劇場」
同じく「ひのまるげきじょう」と名付けられた江口の別作品がある。『フレッシュジャンプ』誌上で連載され『寿五郎ショウ』に収録された作品で、こちらは「江口寿史の日の丸劇場」と冒頭に「江口寿史の」が付き、「日の丸」も漢字表記になっている。『ひのまる劇場』とタイトルは非常によく似ているものの、作品としての繋がりはない。「日の丸劇場」についての詳細については寿五郎ショウ#日の丸劇場を参照。

## あらすじ
探偵事務所を開いた主人公白智と光国が様々な事件を解決して行くはずが、いつの間にか主人公の座を刑務所帰りの小学生すし丸に乗っ取られ、舞台は少年探偵団とすし丸の小学校生活が中心となってしまう。

## 登場人物

### 白智探偵事務所
白智 小五郎（しらとも こごろう）
初期の主人公で、眼鏡をかけ口髭を蓄えパイプを銜えている。いきつけの喫茶MiYakoと同じ建物の地階で、所長として白智探偵事務所を営む。探偵の他に100に余る職業を持っているがどれも3流。国際馬鹿（うましか）事務局認定のフールマークがついている。すし丸の登場以降は実質的に主役の座を奪われ「めだたない（元）主人公」としての登場のみになる。
戸田 光国（とだ みつくに）
白智をアニキと慕う好青年で、探偵事務所の助手。世間を騒している怪盗マウスキッドの正体。すし丸登場後の扱いは白智と同じ。
月子（つきこ）
喫茶MiYakoの客であったが、面白そうと言う理由で探偵事務所に紛れ込み、お茶汲みとして居着く。

### 鈴木家関係者
鈴木 文江（すずき ふみえ）
白智探偵事務所の真上で喫茶店「喫茶MiYako」を営む30代の美人女性。いつも和装で淑やかな雰囲気を漂わせているが、結構茶目っ気がある。時折刑務所の中を体験して来たかの様な発言をする。すし丸を溺愛。モデルはちばあきお夫人。
鈴木 都（- みやこ）
文江の娘で15歳の高校生。学校外の時間はよく店を手伝っている。非常識な面々が多い鈴木家において一番の常識派。
鈴木 すし丸（- すしまる）
文江の息子で都の弟。いつも黒いスーツとサングラスを身にまとい、8歳の小学3年生ながらタバコを吸う。網走こども刑務所より出所して来て登場。ハゲの大番長を破り、地域の小学校の番長グループの大親分となる。当時の作者の自画像にそっくり。
鈴木 米丸（- よねまる）
文江の夫で、都とすし丸の父親。眉が太く角刈り。網走刑務所に服役していたが10年振り出所し、作品終盤に登場。すし丸は一度刑務所を脱走した時にできた子供。婿養子。
湯桃手尻乳 助兵衛（ゆももてじりちち すけべえ） / 助ちゃん
すし丸の子分で日大文理学部出身。出所したすし丸と共に鈴木家にやって来る。特技は顔と声の大きさのみ。角ちゃんとどちらがすし丸の一の子分がどちらかで張り合っている。
転沢曲田辺 角の進（ころげざわまがりたなべ かくのしん） / 角ちゃん
すし丸の子分。出所したすし丸と共に鈴木家にやって来る。顔はこわいが心もこわい。助ちゃんとどちらがすし丸の一の子分がどちらかで張り合っている。

### 小学校関係者
吉永 さゆり（よしなが -）
すし丸のクラスメートの女の子。
森田 健作（もりた けんさく）
校内暴力団「悪い子団」団長で、リーゼント頭に学ランという格好をした12歳の小学6年生。リーゼントは宇宙戦艦ヤマトに似た形をしており、リーゼント波動砲を撃つ事ができる。さゆりに思いを寄せている。
流星 五郎（りゅうせい ごろう）
森田の上に位置する、悪い子団のハゲの大番長。左右の揉み上げだけを長く伸ばした禿頭をしており、揉み上げは頭頂部で蝶結びをされている。この結び目は「理性の結び目」と呼ばれ、これを解くと全く理性のない馬鹿となる。
岩咲 ひろみ（いわさき -）
すし丸の担任の先生。22歳。家庭訪問で訪れたすし丸の家で酒を飲まされ、断続的に泥酔状態となる365日酔いとなる。

### その他
黒田 白太（くろだ しろた）
警部。偽物のレイバンサングラスをかけ、髪型はオールバック。もの凄く銃身の長いウルトラ・スーパー・ブラック・ホークという銃を所持。
田原（たばら）
黒田の部下。
国枝 文治郎（くにえだ ぶんじろう）
不動産業を営む55歳。記憶喪失となり、記憶を取り戻す為に白智探偵事務所を訪れ最初の客となる。
雪乃（ゆきの）
もの凄いブスな25歳、処女。大きな鼻糞をほじりだし、丸めて食べる。
雪乃の父
名前は不明。もの凄い金持ちであり、雪乃の見合い相手が財産狙いでないか調査する様に白智に依頼。
中村 玉男（なかむら たまお）薬品会社の社員。「死んだまねの薬」を開発。
おばあさん
名前は不明。日本列島の南の果てに浮かぶ縞馬島に住む。事件が発生した為にホログラムの手紙を送り、白智達を呼び寄せる。
玉城（たましろ）
縞馬島の村長。
A君
縞馬島に住む新婚のだんな。
B子
A子の嫁。新婚初夜に密室で殺害される。
じゃんけん強盗
いきなり通行人にじゃんけんを仕掛け、勝つと金品を強奪し、負けると悔しがって相手に暴行を加える強盗。かつて白智と争った全日本じゃんけん愛好会の元会長。
だんなさま
名前は不明。金の成る木「金成樹」を持った世界一の金持ち。国際馬鹿（うましか）事務局認定のフールマークがついている。
執事
だんなさまの執事。クラウス・ノミがモデル。

## 他作との関係
江口は多くの作品でスター・システムを採用しているため自身の他作にも登場しているキャラクターが多い。また他社の作品を元としたパロディ描写も見られる。
- 前作『すすめ!!パイレーツ』のキャラクターが作中に登場している。
  - 九十九里吾作：網走子ども刑務所の守衛として登場。
  - 犬井犬太郎：銭湯の番頭として登場。
  - なお、白智小五郎は『すすめ!!パイレーツ』に千葉県警の白智刑事として登場したことがある（順番的には「名探偵はいつもスランプ」で初登場→『すすめ!!パイレーツ』に出演→『ひのまる劇場』に出演、となる）。
- 作中のキャラクターは様々な形で後の江口作品に登場している。
  - 『ストップ!! ひばりくん!』
    - 白智小五郎：そのままの探偵キャラクターで登場。
    - 岩咲ひろみ：同じく先生キャラクターとして登場。
    - 戸田 光国：デザインが『ひばりくん』の坂本耕作に引き継がれている。
    - 月子：デザインと「ぼく」という一人称が大空ひばりに引き継がれている。

  - 『ラブ & ピース』
    - 白智小五郎：怨霊として登場。
    - 戸田 光国：白智が行方不明で路頭に迷った状態で登場。
    - 鈴木文江：本作同様喫茶店を営んでいるが、喫茶店上のマンションの大家もやっている事が判明する。
    - 鈴木都：本作と同じく文江の店を手伝っている様子。

  - 『パパリンコ物語』
    - 鈴木文江：同じく和装で飲食店を営む30代の美人として登場。ただし姓は不明になっており、店は飲み屋になっている。
    - 鈴木都：本作と同じく文江の店を手伝っているが、文江の娘ではなく妹となっている。文江同様姓は不明になっている。
- 作中には当時のヒット作のパロディが多く見られる。
  - 750ライダー
  - Xボンバー
  - テニスボーイ
  - 機動戦士ガンダム
  - 宇宙戦艦ヤマト

この他当時のテレビCMのパロディなども見られる。

## 名探偵はいつもスランプ
『週刊少年ジャンプ』の第6回愛読者賞チャレンジ作品として1978年16号に掲載され、見事愛読者賞を獲得した読切作品。短編集『GO AHEAD!! 』（創美社発行、集英社発売）に収録されている。
舞台こそ2048年という未来で異なるものの、「探偵の白智と助手の戸田が、怪盗マウスキッドから予告状を受けた金持ちから依頼を受けて警護をする」というあらすじは『ひのまる劇場』内のマウスキッドの話とほぼ同一であり、今作が『ひのまる劇場』の元となっている事を伺わせる。

## 書誌情報
- ひのまる劇場
  - ジャンプ・コミックス版（集英社）
  - 1 1981年10月15日初版発行（★怪盗マウスキッドの巻）
    - のれんはかけたが…!?の巻
    - ブスも見合いの春だからの巻
    - 白智小五郎　快刀乱麻の巻
    - 縞馬島殺人事件の巻
    - コーヒーの時間の巻
    - 戦りつ！じゃんけん強盗！の巻
    - 怪盗マウスキッドの巻
    - キカン坊の帰還ですよの巻
    - すし丸劇場の巻
    - 尾行のしかた　おしえますの巻
    - すし丸初登校の巻
    - 激動の春だもん!!の巻
    - （その他、「寿史ちゃんのカセット・レーベル」が5点、巻末に読者からのファンレターが2点）

  - 2 1982年2月15日初版発行（★主役はどっちだ!!の巻）
    - 熱狂!!お花見ライブの巻
    - 主役はどっちだ!!の巻
    - 幸福の黄色いフンドシの巻
    - シャバは五月晴れの巻
    - こえていく愛の巻
    - 愛されるキッサ喫茶店経営者になるんだもんねの巻
    - 恐怖の家庭訪問の件
    - オエップ!!の巻
    - 最終回!!の巻
    - （その他、「プロレス風雲録」（マンガ作品）、「江口寿史のドッキリレポートPart 1（愛読者のあなたにおくる　寿史ちゃんの素顔コーナー）」、「江口寿史のドッキリレポートPart 2（ギンギラの独断と偏見　寿史ちゃんのレコードコーナー）」、「寿史ちゃんのカセット・レーベル」が5点、巻末に読者からのファンレターが2点）

  - 復刻版（イースト・プレス）1995年6月29日初版発行 ISBN 978-4872570502
- 江口寿史 JUMP WORKS 4 ひのまる劇場（発行：集英社インターナショナル・発売：集英社）2006年4月24日初版発行 ISBN 978-4797620047
- GO AHEAD!!（発行：創美社・発売：集英社）
  - 〈ジャンプ スーパー コミックス〉1981年6月15日初版発行
  - 〈ジャンプ スーパー エース〉 1995年12月6日初版発行 ISBN 4-420-13765-7